# Das Haus ohne Tür
Das Haus ohne Tür ist der Titel eines vermutlich nie vollendeten deutschen Stummfilms, den der Däne Stellan Rye 1914 für die Deutsche Bioscop GmbH in Berlin nach dem Manuskript von Henrik Galeen inszenierte.
Das als Vorläufer des Expressionismus eingestufte Psychodrama war mit führenden Bühnendarstellern wie Paul Biensfeldt, Theodor Loos und dem Russen Wladimir Maksimoff besetzt.

## Hintergrund
Der Film entstand im Bioscop-Atelier Neubabelsberg, Potsdam.
Er war Stellan Ryes letzte Regiearbeit und die erste Filmrolle von Rose Veldtkirch. An der Kamera stand der deutsche Filmpionier Guido Seeber, der schon bei mehreren Filmen Ryes die Photographie übernommen hatte.
Der Film wird von unterschiedlichen Quellen in Frankreich mit La maison sans porte und in Russland mit The Satan’s Tavern / Das Gasthaus des Teufels (möglicherweise eine Rückübersetzung aus dem Russischen) betitelt, obwohl auch dort keinerlei Aufführung nachweisbar ist. Nach augenblicklicher Sachlage muss er als verschollen gelten. Bis heute wurde von dem Film noch keine Kopie wiedergefunden. Länge und Aktzahl sind nicht bekannt.
“Das Haus ohne Tür” ist nicht zu verwechseln mit dem Film „Das Haus ohne Tür und Fenster“, den Friedrich Fehér 1921 nach einem Roman von Thea von Harbou für die Berliner Victor-Film gedreht hat.